# Hendrik Borgmann
Hendrik Borgmann (ur. 28 lipca 1978 r. w Brunszwiku) – niemiecki aktor telewizyjny i filmowy.

## Życiorys

### Wczesne lata
Urodził się w Brunszwiku jako najmłodszy z czwórki rodzeństwa w rodzinie farmaceutów.
We wczesnej młodości grał w hokej w klubie Braunschweiger THC w Brunszwiku. Przez trzy lata w Berlinie uczył się aktorstwa pod kierunkiem Anette Kurz i uczestniczył w kilku warsztatach, m.in. na Internationalen Filmschule Köln w Kolonii pod kierunkiem operatora filmowego i reżysera Franka Griebe.

### Kariera
Zasłynął po raz pierwszy rolą nauczyciela surfingu Bena Kepplera w serialu ProSieben Mallorca - szukając raju (Mallorca – Suche nach dem Paradies, 1999) oraz jako młody grafik Moritz Demand w serialu RTL Gute Zeiten, schlechte Zeiten (2000–2002).
Od 23 czerwca 2009 do końca serii 15 czerwca 2011 roku grał postać asystenta lekarza dr. Nicolasa Steina w codziennej operze mydlanej Das Erste Marienhof, za którą w 2011 roku wraz ze swoją ekranową partnerką Sandrą Koltai został nominowany do niemieckiej nagrody German Soap Award w kategorii Najlepsza para. Od 19 maja 2011 roku do końca serii 5 września 2011 można go było oglądać w telenoweli Bądź szczery (Hand aufs Herz ) w roli producenta muzycznego Franka Petersa.

### Życie prywatne
Wraz ze swoim bratem Janem Borgmannem zajął się sprzedażą likieru ziołowego 'Borgmann 1772', stworzonego z receptury jego pradziadka. Od 2009 Borgmann 1772 był współorganizatorem rozgrywek Borgmann Fußball Cup w Berlinie. Zamieszkał w Monachium i Berlinie.

## Filmografia

### Filmy fabularne
- 2002: Dein Mann wird mir gehören! jako Tom
- 2003: Best of 'Gute Zeiten, schlechte Zeiten' jako Moritz Demand
- 2004: Noc żywych kretynów (Die Nacht der lebenden Loser) jako Wolf
- 2006: Good Kill (film krótkometrażowy) jako Ecki Schmidt
- 2009: Schlechtes Fernsehen (film krótkometrażowy) jako Moritz
- 2008: Król Drozdobrody (König Drosselbart, TV) jako książę zalecający się do Izabeli
- 2013: Mantrailer - Spuren des Verbrechens (TV) jako Kevin Schmelzer

### Seriale TV
- 1999: Mallorca – Suche nach dem Paradies jako Ben Keppler
- 2000–2002: Gute Zeiten, schlechte Zeiten jako Moritz Demand
- 2003–2005: Verschollen jako Nils Jung
- 2006: Ein Fall für zwei  jako Tim Barski
- 2007: Der Fürst und das Mädchen jako Ulf Kirchhoff
- 2007: Unsere Farm in Irland jako Christophs Arbeitskollege
- 2007: R.I.S. - Die Sprache der Toten jako Clemens Wagner
- 2008: Inga Lindström jako Felix Sund
- 2008–2011: Volles Haus jako Dennis
- 2009–2011: Marienhof jako Nic Stein
- 2011: Hand aufs Herz jako Frank Peters
- 2012: Kobra – oddział specjalny (Alarm für Cobra 11) jako Maximilian von Ravensburg
- 2012: Es kommt noch dicker jako Christian Eichner